# Умершие в марте 2008 года
Это список известных людей, соответствующих установленным критериям значимости (см. Википедия:Критерии значимости персоналий), умерших в марте 2008 года.
Причина смерти указывается лишь в исключительных случаях (убийство, самоубийство, гибель в результате военных действий, смертная казнь, ДТП или несчастные случаи). В остальных случаях — не указывается.

## Список
- 1 марта — Анатолий Лигун (60) — известный советский, украинский математик, специалист в теории аппроксимации, академик Академии наук высшей школы Украины.
- 1 марта — Андрей Тиссин (32) — российский тренер, чемпион Европы и чемпион мира по гребле на байдарках, участник Олимпийских игр; несчастный случай на воде[1].
- 1 марта — Шаманов, Борис Иванович (76) — народный художник СССР, участник «Группы Одиннадцати»[2].
- 2 марта — Владимир Богданович (79) —  советский футболист, тренер и спортивный функционер, обладатель Кубка СССР.
- 2 марта — Джефф Хили (41) — канадский блюзовый гитарист[3].
- 2 марта — Чиаурели, Софико Михайловна (70) — советская и грузинская актриса, сыгравшая более 100 ролей в театре и кино[4].
- 3 марта — Джузеппе ди Стефано (86) — итальянский оперный певец (тенор)[5].
- 3 марта — Норман Смит (85) — британский музыкант, звукорежиссёр, музыкальный продюсер (сотрудничал с The Beatles, Pink Floyd и другими исполнителями).
- 4 марта — Гарри Гайгэкс (69) — американский писатель и создатель ролевых игр[6].
- 4 марта — Джордж Уолтер (79) — Премье́р Анти́гуа и Барбу́ды  (1971-1976)
- 5 марта — Джозеф Вейценбаум — американский учёный, специалист в области искусственного интеллекта.
- 5 марта — Гаджибек Султанов (86) — советский и азербайджанский астроном.
- 5 марта — Леонид Чуйко (77 — советский военный деятель, генерал-лейтенант Советской армии. Герой Социалистического Труда.
- 6 марта — Константин Пухликов (85) — советский офицер, гвардии майор, единственный кавалер шести орденов Отечественной войны.
- 6 марта — Густав Холоубек (84) — выдающийся польский актёр и театральный деятель, депутат Сейма, сенатор, педагог.
- 8 марта — Владимир Кармацкий (84) — Герой Советского Союза.
- 8 марта — Попеску, Теодор Константинович (73) — советский артист балета, народный артист УССР, хореограф, балетмейстер Харьковского театра оперы и балета[7].
- 8 марта — Владимир Шайдеров (51) — государственный и политический деятель Украины, Феодосийский городской голова.
- 10 марта — Георгий Фукс — выпускник киевского инженерно-строительного института.
- 11 марта — Стракшите-Мотеюнене, Дануте (70) — литовская театральная актриса[8].
- 11 марта — Евгений Юрасов (86) — советский военный деятель, генерал-полковник артиллерии. Герой Социалистического Труда.
- 12 марта — Боярский, Иосиф Яковлевич (90) — кинематографист, один из основателей советской современной анимации, автор книг по мультипликации[9].
- 12 марта — Лебедев, Валентин Яковлевич (85) — бывший начальник штаба вооружения, заместитель начальника вооружения Сухопутных войск, лауреат Государственной премии СССР[10].
- 13 марта — Елизавета Гилельс (88) — российский скрипач и музыкальный педагог.
- 13 марта — Франсис Корнехо (76) — аргентинский футбольный тренер, открывший талант Диего Марадоны[11]
- 14 марта — Александр Кадейкин (50) — советский и казахстанский футболист, защитник.
- 14 марта — Борис Красовицкий (90) — ученый в области синтеза и органических люминофоров.
- 16 марта — Леонид Бородин (84) — советский государственный и партийный деятель, 1-й секретарь Астраханского областного комитета КПСС (1967-1988).
- 16 марта — Джордж Дейвид Лоу (52) — астронавт США.
- 16 марта — митрополит Лавр, в миру Шкурла, Василий Михайлович (80) — первоиерарх Русской православной церкви за рубежом, митрополит Восточно-Американский и Нью-Йоркский[12].
- 17 марта — Гарсиа, Скарлет (23) — филиппинская фотомодель и киноактриса; убийство[13].
- 18 марта — Мингелла, Энтони (54) — британский режиссёр, сценарист и драматург. Лауреат премии «Оскар» (Английский пациент, 1996)[14].
- 18 марта — Марал Рахманзаде (91) — азербайджанский график, народный художник Азербайджана (1964), лауреат Государственной премии.
- 18 марта — Чванов, Владимир Фёдорович (86) — советский писатель, полковник.
- 19 марта — Кларк, Артур Чарльз (90) — английский писатель-фантаст, учёный, футуролог и изобретатель[15].
- 19 марта — Клаус, Хьюго (78) — бельгийский писатель; эвтаназия[16]. (англ.)
- 19 марта — Скофилд, Пол (85) — английский актёр театра и кино, лауреат премии Оскар за лучшую мужскую роль 1966 года.[17]
- 20 марта — Архиепископ Паисий, в миру Самчук, Павел Николаевич (77) — епископ Русской Церкви, архиепископ Орловской и Ливенской епархии[18].
- 20 марта — Шурпаев, Ильяс Имранович (32) — журналист, корреспондент «Первого канала». убийство[19]
- 21 марта — Юлия Ткаченко (79) — украинская советская актриса театра и кино.
- 22 марта — Леонид Алексеев (87) — советский и российский историк и археолог.
- 22 марта — Владимир Малыщицкий (67) — российский театральный режиссёр.
- 23 марта — Гачев, Георгий Дмитриевич (78) — философ, доктор философских наук, культуролог, литературовед и член Союза писателей[20].
- 24 марта — Матус Лившиц (88) — молдавский советский искусствовед.
- 24 марта — Суарес Ривера, Адольфо Антонио (81) — мексиканский кардинал[21].
- 25 марта — Каба Атабеков — манасчы.
- 25 марта — Александр Драбкин (96) — доктор технических наук, профессор Академии им. А. Ф. Можайского и Ленинградского горного института.
- 25 марта — Крамаренко, Сергей Сергеевич (61) — советский футбольный вратарь[22].
- 25 марта — Владимир Миняев — врач, доктор медицинских наук, профессор, заслуженный деятель науки Российской Федерации.
- 25 марта — Аспиналл, Нил (66) — менеджер группы The Beatles, известный как «пятый битл», фактический руководитель звукозаписывающей студии Apple Corps, Ltd.[23].
- 26 марта — Азольский, Анатолий Алексеевич (77) — писатель, лауреат Букеровской премии[24].
- 26 марта — Тенягин, Александр Александрович (80) — советский футболист клуба Динамо (Москва), нападающий, мастер спорта[25].
- 27 марта — Прохоров, Валерий Викторович (66) — актёр театра и кино, Народный артист России. [www.kino-teatr.ru/kino/acter/m/ros/3509/bio]
- 28 марта — Владимир Ермаков (83) — советский и российский историк, специалист по истории советской культуры. Доктор исторических наук, профессор.
- 29 марта — Иван Ляшко (85) — советский, украинский математик и кибернетик.
- 30 марта — Дэвид Лесли — экс-чемпион Великобритании в гонках класса Touring; авиакатастрофа[26].
- 30 марта — Ричард Ллойд — неоднократный призёр гонок, директор компании Motorsport; авиакатастрофа[26].
- 31 марта — Байбаков, Николай Константинович (97) — советский государственный деятель, заместитель председателя Совета министров и председатель Госплана СССР[27].
- 31 марта — Дассен, Жюль (96) — режиссёр и актёр, лауреат премии Каннского кинофестиваля за лучшую режиссуру, отец Джо Дассена[28].